# Club Bàsquet Sant Josep Girona
El Club Bàsquet Sant Josep Girona, desde la temporada 2010/11 por motivos de colaboración y patrocinio conocido como Girona Futbol Club, fue un club de baloncesto de la ciudad de Gerona (Cataluña, España).
Fue fundado en 1962. En 1989 la entidad se convirtió en Sociedad Anónima Deportiva (SAD) y adoptó el nombre de Club Bàsquet Girona. Entre 1987 y 2008 compitió en la Liga ACB. Tras la finalización de la temporada 2007-2008 su mala situación económica llevó a la disolución de la SAD y a anunciar que el club se iba a dedicar exclusivamente a la potenciación del baloncesto base. Sin embargo, tras unas rápidas negociaciones, y pese a que el plazo ya había concluido, la FEB permitió que el equipo se inscribiera, recuperando nuevamente su denominación original de CB Sant Josep, en la LEB Bronce para la temporada 2008-2009. Desde la temporada 2009/10 milita en la segunda categoría del baloncesto español, la LEB Oro, a la que accedió tras la compra de los derechos federativos del CB Vic en el verano de 2009.
Disputaba sus encuentros como local en el Pabellón Municipal Girona-Fontajau con capacidad para 5500 espectadores.

## Historia

### Inicios y Primera 'B' (1962-1988)
El Club de Baloncesto Sant Josep de Gerona nació en el Centro Parroquial del mismo nombre en 1962, apenas 10 años después de la fundación de la misma parroquia gerundense. El club, que inició sus andanzas en las categorías más humildes del básquet catalán vivió su primer gran éxito en la temporada 1981-82 cuando consiguió el ascenso desde la 2.ª Nacional a la Primera Nacional 'B', antesala de la Liga Nacional.
El paso del Sant Josep por la división de plata del baloncesto español fue fugaz pues terminó descendiendo al finalizar la temporada al clasificarse en 12.ª posición de 14, habiendo ganado solo 7 partidos. Tras este descenso la escuadra gerundense volvió a la 2.ª Nacional donde se mantuvo varias temporadas hasta que, al finalizar la temporada 1985-86, el CB Hospitalet les vendió la plaza en Primera 'B' por motivos económicos.
Con el patrocinio de la empresa de supermercados Valvi, el Sant Josep, cuajó una meritoria temporada clasificándose en 6.ª posición en la fase previa de Primera 'B' (Grupo Impar) que daba acceso a la lucha por el ascenso a la ACB (denominada B1) aunque los gerundenses acabaron en última posición con 6 partidos ganados y 16 perdidos ante equipos de más presupuesto y trayectoria.
En la temporada 1987-88, temporada histórica para el club parroquial, el conjunto dirigido por el entrenador Guifré Gol y presidido por Joaquim Vidal, realizó una sensacional primera fase de la competición finalizando en segunda posición solo por detrás del potente Clesa Ferrol gallego. En la segunda fase de la competición los resultados no serían tan buenos ya que los catalanes cayeron a la 4.ª plaza con un balance de 5 ganados y 5 perdidos. El formato de la Primera 'B' de ese año establecía que debía organizarse una eliminatoria previa para establecer la clasificación real de los dos grupos que luchaban por el título. De esta manera, el Valvi Girona se enfrentó al Tenerife AB en una serie trepidante que se resolvería a favor del equipo canario que hizo valer el factor pista (2-1).
Tras este resultado negativo tocó medirse al equipo de mayor presupuesto de la competición y uno de los máximos aspirantes al ascenso como era el CD Cajamadrid. Los gerundenses, en una serie tremendamente igualada, consiguieron doblegar al conjunto de Alcalá por 2-1 y consiguieron acceder a los cuartos de final que dejaban el ascenso más cerca.  En los cuartos de final un superior Toshiba Las Palmas se impuso por la vía rápida (2-0) al Valvi Girona que, no obstante, pudo celebrar el ascenso a la máxima categoría al ampliar la ACB el número de equipos de 16 a 24, con lo que todos los participantes en dichos cuartos de final tuvieron el premio del ascenso.

### Años iniciales en ACB (1988-90)
Con el sueño cumplido de la ACB, el Valvi Girona modificó notablemente su plantilla, empezando por la figura del entrenador Guifré Gol, que abandonó la disciplina parroquial para incorporarse al IFA Espanyol, cogiendo su relevo Juan María Gavaldà procedente del TDK Manresa para esta apasionante temporada 1988-89.
El inicio de la temporada para el club parroquial fue positivo con 10 victorias y 12 derrotas (7.ª posición) en la A2, fase previa de la liga, en la que solo los 2 primeros accedían a la lucha por el título. Encuadrado en la liguilla por la permanencia, los resultados empeoraron para los gerundenses que finalizaron en 7.ª posición de 8 posibles con solo 5 victorias. Condenados a enfrentarse en el playoff al Gran Canaria, al igual que la temporada anterior, los isleños se impusieron en una eliminatoria mucho más igualada que la de un año atrás en Primera 'B' resuelta por 2-1 que garantizaba la permanencia para los de Las Palmas. La última oportunidad para el equipo de Gavaldà pasaba por superar al Dyc Breogán en una última elimnatoria totalmente dramática y resuelta por estrechos márgenes en favor del conjunto gallego (2-1). Con este resultado, y pese a haber cosechado 15 victorias en el cómputo global de la temporada, el Valvi Girona se vio abocado al descenso a Primera 'B' tras solo una temporada en la élite nacional.
En este momento clave para la historia del baloncesto profesional de Girona, se produjeron dos hechos de suma importancia: la conversión del C.B. Sant Josep de Girona en una Sociedad Anónima Deportiva bajo el nombre Club de Bàsquet Girona, y la compra de una plaza disponible en ACB debido a la fusión entre IFA Espanyol y el CB Granollers, que además concedía a los gerundenses la posibilidad de participar en la prestigiosa Copa Korac al haber adquirido tales derechos deportivos.
Para la temporada 1989-90 Alfred Julbe fue el joven entrenador escogido para hacerse cargo de esta ambiciosa etapa con la presencia del americano Wallace Bryant como jugador más destacado y con Jordi Pardo como mejor anotador nacional y además escogido como 'Jugador de Mayor Progresión' por la revista Gigantes del Basket.
En el estreno europeo en la Korac el Valvi Girona superó sin dificultades al Contern de Luxemburgo ganando tanto en la ida como en la vuelta, pero en la segunda ronda el potente Enimont Livorno impuso su ley en el partido de vuelta (81-101) pese a la victoria catalana en la ida (100-92). 
En su segunda temporada en la élite el Valvi Girona quedó encuadrado en el grupo A1, con los mejores equipos de la ACB, donde compitió dignamente (9-13) pero no pudo hacerse un hueco en la lucha por el título, clasificándose a la fase regular donde nuevamente fue relegado al play off de permanencia con 6 ganados y 8 perdidos. Nuevamente condenados a jugarse la permanencia en una eliminatoria, el equipo de Girona consiguió salir indemne al derrotar por 3-0 al TDK Manresa y asegurándose así su permanencia en la ACB.

### Años de calma (1990-93)
La temporada 1990-91 fue un paso adelante del conjunto de Alfred Julbe que consiguió sumar 18 victorias en 34 partidos, evidenciando una mejoría notable y destacando la presencia de Duško Ivanović como máximo anotador, aunque el yugoslavo no pudo acabar la temporada por una hernia discal y hubo de ser substituido por el americano Richard Rellford.
Clasificados por primera vez para el play off por el título, los gerundenses no pudieron superar al Atlético de Madrid-Villalba en una eliminatoria resuelta por 2-0 que los dejaba como el 9.º mejor equipo español de la temporada.
En la temporada 1991-92 se registraron unos resultados parecidos a la previa (16 ganados, 18 perdidos) y el equipo volvió a disputar el play off donde fueron eliminados por 2-0 a manos del Estudiantes. Cabe destacar, en esta temporada, que Darryl Middleton, ala-pívot del Girona fue el MVP de la liga en el primer galardón de la historia de la ACB, antes de ser fichado por el Caja San Fernando donde se volvería a proclamar MVP en la 92-93.
La temporada 1992-93 fue peor a nivel de resultados para un Valvi Girona (12-19) que finalizó la liga en 16.ª posición de 22 participantes y que tuvo problemas de lesiones de dos de sus jugadores clave como eran Duško Ivanović y Marvin Alexander, substituidos con hasta 3 extranjeros diferentes en diversos momentos de la temporada. En los play off el Valvi se enfrentó al líder de la competición, el Real Madrid de Sabonis, que no dio ninguna opción a los gerundenses (2-0).

### Luchando por la permanencia (1993-95)
Tras 7 jornadas y 4 temporadas, Alfred Julbe dijo adiós a un Valvi Girona que realizó una floja temporada 93-94 a nivel de resultados y a nivel de la estabilidad de jugadores extranjeros que tan importantes eran para un proyecto humilde como este en el que solo Reggie Slater y Jordi Pardo, rayaron al nivel esperado. La entrada en el banquillo de Iñaki Iriarte no ayudó a enderezar una situación que acabó con la penúltima posición en la clasificación con 9 ganados y 19 perdidos. 
Condenados a jugar un play off de permanencia que hacía años que no disputaban, los gerundenses consiguieron la permanencia al superar al Argal Huesca por 1-3 pese a tener el factor campo en contra.
Quim Costa fue escogido como nuevo entrenador del proyecto de la temporada 1994-95 en la que nuevamente la inestabilidad en la contratación de americanos fue un elemento clave para constatar la irregularidad de resultados en la fase regular (15-23). Aun así, tanto Michael Curry como Todd Murphy fueron los máximos encestadores de un equipo que nuevamente se jugó la permanencia ante el Leche Río Breogán resuelta a favor gerundense en un dramático 5.º partido de la eliminatoria.

### La era de Trifón Poch (1996-2003)
En la temporada 1995-96 Quim Costa inició su segunda temporada al frente del Valvi Girona pero no llegó a ver acabado el curso. Tras 30 jornadas y ocupando la 15.ª posición, los rectores del club catalán decidieron substituirle por su segundo entrenador, Trifón Poch, que cogió el relevo en las últimas 9 jornadas con excelentes resultados que le aportaron calma a un Valvi que concluyó en 11.ª posición (19-19) con Deon Thomas, Pep Cargol, y Tim Kempton como figuras más destacadas.
Tras su buen final de temporada, Trifón Poch fue ratificado en el cargo, iniciando así un ciclo de estabilidad al frente del primer equipo del club, que recuperó a Darryl Middleton como jugador más relevante. En la 96-97, el Valvi Girona sumó 14 victorias por 20 derrotas manteniendo distancia respecto a las posiciones de descenso, mientras que en la 97-98 igualó las mismas victorias y derrotas, finalizando en 12.ª posición.
En la 1998-99 el proyecto profesional gerundense cambió su nomenclatura a Girona Gavis, dejando de lado su larga etapa de patrocinio a cargo de Valvi. A nivel de resultados, el equipo dio un paso adelante con la incorporación del base Rafa Jofresa, el acierto en el fichaje de un desconocido Danya Abrams y la gran aportación tanto de Larry Stewart como de Tim Kempton llegado a medio curso. Los de Trifón Poch finalizaron en 8.ª posición (18-16) consiguiendo así su clasificación para los playoff -eliminados por el FC Barcelona por 3-0- así como su primera clasificación deportiva para disputar la Copa Korac.
En la temporada 1999-2000 nuevo cambio de nombre para el equipo que inició su compromiso de patrocinio con la marca Casademont y que fue agridulce a nivel de resultados. Agria ya que el Casademont Girona no pudo repetir presencia en los play off, cayendo hasta la 10.ª posición (16-18) en ACB. Dulce debido a que el equipo mostró una versión totalmente diferente en la Copa Korac llegando a semifinales tras deshacerse del Imola, Rimini y Roma sucesivamente, con algunas remontadas que quedarían marcadas en la historia de la entidad, como la protagonizada ante el potente Aeroporti Di Roma en cuartos de final. En semifinales esperaba un viejo conocido gerundense como Duško Ivanović que, ya como entrenador, lideró al Limoges a la victoria sobre los catalanes en semifinales y posteriormente a alzarse con la Copa Korac. Como aspecto destacado, Darryl Middleton, por tercera vez, fue nombrado MVP de la liga, segunda vistiendo la camiseta de Girona.
En la temporada 2000-01 el Casademont Girona fue uno de los equipos destacados de la ACB gracias a una sólida temporada y a la irrupción del jugador Ademola Okulaja que, tras no haber podido acceder a la NBA, fichó por el Casademont Girona en el mes de diciembre teniendo un impacto absoluto en la liga y llegando a ser escogido como Jugador más espectacular por la revista Gigantes del Basket y siendo escogido jugador del mes de Abril. A nivel colectivo los de Poch se quedaron a las puertas de la eliminatoria, finalizando en 9.ª posición.
Ya sin Okulaja, pero con el fichaje de un ex NBA como Adam Keefe y el de un veterano nacional como Xavi Fernández, el Casademont Girona volvió a quedarse muy cerca de la eliminatoria por el título aunque en una zona tranquila de la liga en el curso 2001-02.
Para la temporada 2002-03, pero, esperaba un año convulso a nivel de resultados, y es que el Casademont Girona, tras varias temporadas sin sufrir en la liga, experimentó como un equipo diseñado para intentar asaltar los play off y con nombres destacados como Veljko Mrsic, Eric Struelens, Tyrone Ellis o Andy Panko, se hundió en la clasificación de manera peligrosa, llegando a tomar la decisión de substituir a Trifón Poch , tras 7 temporadas como primer entrenador del equipo, por Juan Llaneza. Finalmente el Casademont mantuvo la categoría con cierta holgura aventajando hasta en 4 partidos a los descendidos.

### Luchando por la permanencia (2003-05)
En la 2003-04, con Juan Llaneza al mando, el Casademont Girona recuperaba a Ademola Okulaja y volvía a tener una plantilla ilusionante con Terrell Myers, Panko, Éric Struelens o Paul Rogers, pero como si fuera un calco de la temporada previa, los gerundenses flirtearon peligrosamente con la zona baja de la clasificación, tomando la decisión de substituir a Llaneza por Edu Torres tras una jornada en la que el entrenador asistente José Luis Abós ejerció como entrenador jefe interino. En una zona baja tremendamente competida, finalmente el Casademont pudo salvarse con 2 victorias sobre las posiciones de descenso que marcaba el Fuenlabrada, acabando en 13.ª posición.
Para la 2004-05 Edu Torres construyó un bloque sólido sobre Kevin Thompson, Terrell Myers y jugadores contrastados como Victoriano o Recker, pero nuevamente la temporada estuvo marcada por los malos resultados, salvándose el Casademont Girona en 16.ª posición, a una sola plaza del descenso directo a la Liga LEB.

### La etapa Akasvayu (2005-08)
En la 2005-06 se produjo un cambio que modificó totalmente la imagen del CB Girona, no solo en cuestiones de colores (se pasó del azul y naranja al rojo, naranja y blanco) ni a la nomenclatura (de Casademont a Akasvayu) sino que la entrada de dinero procedente del nuevo patrocinador convierte a los gerundenses en aspirantes a ganarlo todo en la ACB. Las incorporaciones de Raül López, Fran Vázquez, Dueñas, Arriel McDonald, Salenga o Samoh Udrih,  le dan una nueva dimensión al proyecto que ilusiona a la ciudad de Girona y le da un cambio de mentalidad a un club acostumbrado a objetivos más modestos. 
Pese a alcanzar la 7.ª posición (mejor en la historia del club hasta la fecha), su pronta eliminación en play off por 3-1 a manos del Tau Cerámica, dejaron la sensación de que se podía haber llegado más lejos. Esto, sumado a la pérdida de Vázquez, Raül o Myers a final de temporada, dieron la sensación de oportunidad perdida.
Los responsables del club, conscientes del momento que se atravesaba, decidieron poner la dirección bajo el mando del experimentado técnico Svetislav Pešić y de Antonio Maceiras como director general en la temporada 2006-07, y fruto de ello desembarcaron en Girona otra buena cantidad de jugadores de primera línea como Marc Gasol, Fucka o Thornton. Los resultados no se hicieron esperar en ACB y el equipo acabó en 5.ª posición en liga regular, aunque como un año atrás, fueron eliminados en cuartos de final a manos del FC Barcelona (3-1). 
En Europa, en cambio, el Akasvayu Girona realizó una temporada memorable al participar en la FIBA Eurochallenge, dominando en las dos fases preliminares, y tan solo cayendo en los play off en uno de sus duelos ante el Panionios BC. Los gerundenses acogieron en el pabellón de Fontajau la final four de dicha competición en la que destrozaron en semifinales al Estudiantes (89-58) para posteriormente proclamarse campeones ante el Azovmash Mariupol ucraniano por 79-72. Arriel McDonald con 25 puntos fue escogido MVP de la final ante un Fontajau que celebraba el primer título de su historia.
Siguiendo la tendencia de la anterior temporada, algunos de los jugadores claves de la mejor temporada histórica del club empezaron a dejar Girona debido a problemas económicos, empezando por el entrenador Svetislav Pešić. En esta nueva temporada 2007-08 Pedro Martínez fue el escogido para dirigir un proyecto que perdía fuelle económico respecto a las anteriores dos temporadas, pero que aún tenía jugadorees y recursos para hacer cosas importantes en la ACB y en Europa. Con Marc Gasol como estandarte del Akasvayu Girona en la temporada 2007-08 -MVP de la ACB-, los gerundenses protagonizaron una buena temporada en la liga, finalizando en 7.ª posición y midiéndose al potente DKV Joventut en cuartos de final donde cayeron por 2-1.
En Europa el Akasvayu participó en la ULEB Cup donde finalizó como líder la fase previa pese a la igualdad del grupo ante rivales como Galatasaray o Hemofarm. En los dieciseisavos de final los gerundenses superaron al Elan Chalon en ambos partidos, mientras que en octavos tuvieron que medirse nuevamente ante el Hemofarm serbio siendo derrotados en el primer partido (80-71) pero venciendo en la vuelta (76-62) ante el público de Fontajau y clasificándose para la Final Eight que acogería la ciudad de Turín.
En la Final Eight de la ULEB Cup los gerundenses se deshicieron primero del Unics Kazán (75-66) mientras que hicieron lo mismo con el Dinamo de Moscú de Svetislav Pešić (78-81) en semifinales. En la gran final esperaba el DKV Joventut que fue demasiado rival ante un equipo físicamente muy desgastado (54-79).
El 25 de julio de 2008, el club anunció que no podía hacer frente a la deuda de más de 6,5 millones de euros acumulada de gestiones anteriores y que por lo tanto renunciaba a continuar participando en la liga ACB tras 20 años de permanencia ininterrumpida en la misma
Tras no poder cumplir los requisitos exigidos por la ACB para ser inscrito de forma oficial al no poder presentar un plan de viabilidad, los gestores de la entidad anunciaron la inminente disolución de la Sociedad Anónima Deportiva para centrarse exclusivamente en la actividad del baloncesto base. Tras esta decisión, la ACB anunció que en principio la plaza del Girona no iba a ser cubierta por ningún sustituto lo que haría que la liga ACB 2008-09 se disputará por tan sólo 17 equipos.

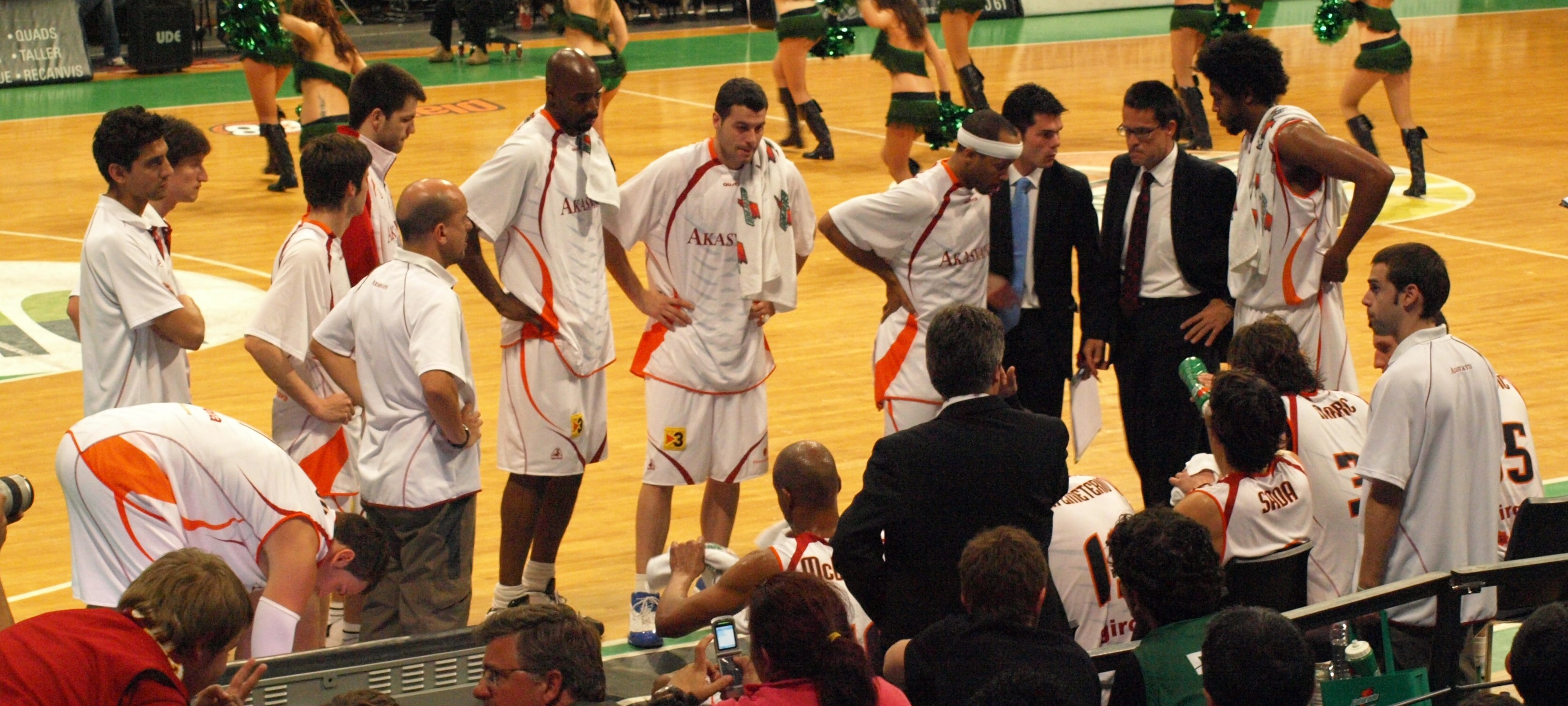
Plantilla y cuerpo técnico del Club Bàsquet Girona durante un tiempo muerto del partido de los cuartos de final de los Play-offs de la liga ACB 07-08 que se disputó en el Pabellón Olímpico de Badalona.

### Resurgimiento del equipo en LEB Bronce (temporada 2008-2009)
Una vez disuelta la Sociedad Anónima Deportiva, el club volvió a adoptar su antigua denominación de CB Sant Josep, y pese a que en principio anunció que su actividad durante un tiempo se iba a centrar en la potenciación del baloncesto base, finalmente se armó un proyecto que pese a que ya había finalizado el plazo de inscripción, fue aceptado por la FEB para participar en la LEB Bronce de la temporada 2008-09. Además de al Sant Josep, la FEB anunció aceptaba en la competición al CB Huelva y al Alerta Cantabria con lo que la competición pasaba a contar con 16 equipos en lugar de con los 13 que se habían anunciado oficialmente en un principio. Todo esto propició una amenaza de plante de 10 de los 13 equipos originales que entendían se veían vulnerados sus derechos. Finalmente los equipos aceptaron la ampliación por lo que el CB Sant Josep pudo preparar la confección de un equipo para iniciar la liga en la cuarta categoría del baloncesto español.
En su primera temporada en la LEB Bronce, el CB Sant Josep logró mantener sin problemas la categoría quedándose a un paso de entrar en los play-off que le hubieran dado la opción de disputar el ascenso a la liga LEB Plata 2009/10.

### Llegada a la LEB Oro
En julio de 2009 el equipo gerundense obtenía una plaza en la liga LEB Oro 2009/10 por la vía de los despachos, al hacerse con la plaza del CB Vic que se veía obligado a vender la misma acuciado por sus problemas económicos.
En su primer año en la LEB Oro, el club consiguió una plaza para luchar por el ascenso a la ACB tras finalizar en la 9 posición de la liga regular, la última que daba acceso a los play-off tras registrar un récord de 17 victorias y 17 derrotas durante la liga regular. A la postre fue eliminado en el quinto partido de cuartos de final por el Melilla Baloncesto.
Tras la finalización de la temporada 2009/10 el fantasma de la desparición volvió a instalarse en la actualidad del equipo gerundés debido a la deuda que el club había contraído con su plantilla en los últimos meses de la misma y que el club parecía no estar en condiciones de afrontar. Finalmente, con la ayuda de varios patrocinadores privados, la dicha deuda pudo ser saldada por lo que se anunció la salida del equipo una temporada más en LEB Oro con un presupuesto de unos 800.000 €, aproximadamente un 35% inferior al del año anterior.
En la temporada 2010/2011, y a pesar de tener un presupuesto reducido, el equipo gerundés logra una gran campaña y acaba quedando 4rto, permitiéndole disputar los play-off. En la liga regular consiguió 20 victorias y 14 derrotas. En los play-off, consiguió eliminar al Isla de Tenerife Canarias y cayó ante el Ford Burgos en las semifinales.
A primeros de 2012 los deportistas amenazan con dejar de entrenar por falta de pago de las nóminas.
En abril de 2013 se anunció la disolución del equipo debido a la falta de patrocinadores.

## Palmarés
- 1 FIBA EuroChallenge: 2006-07.

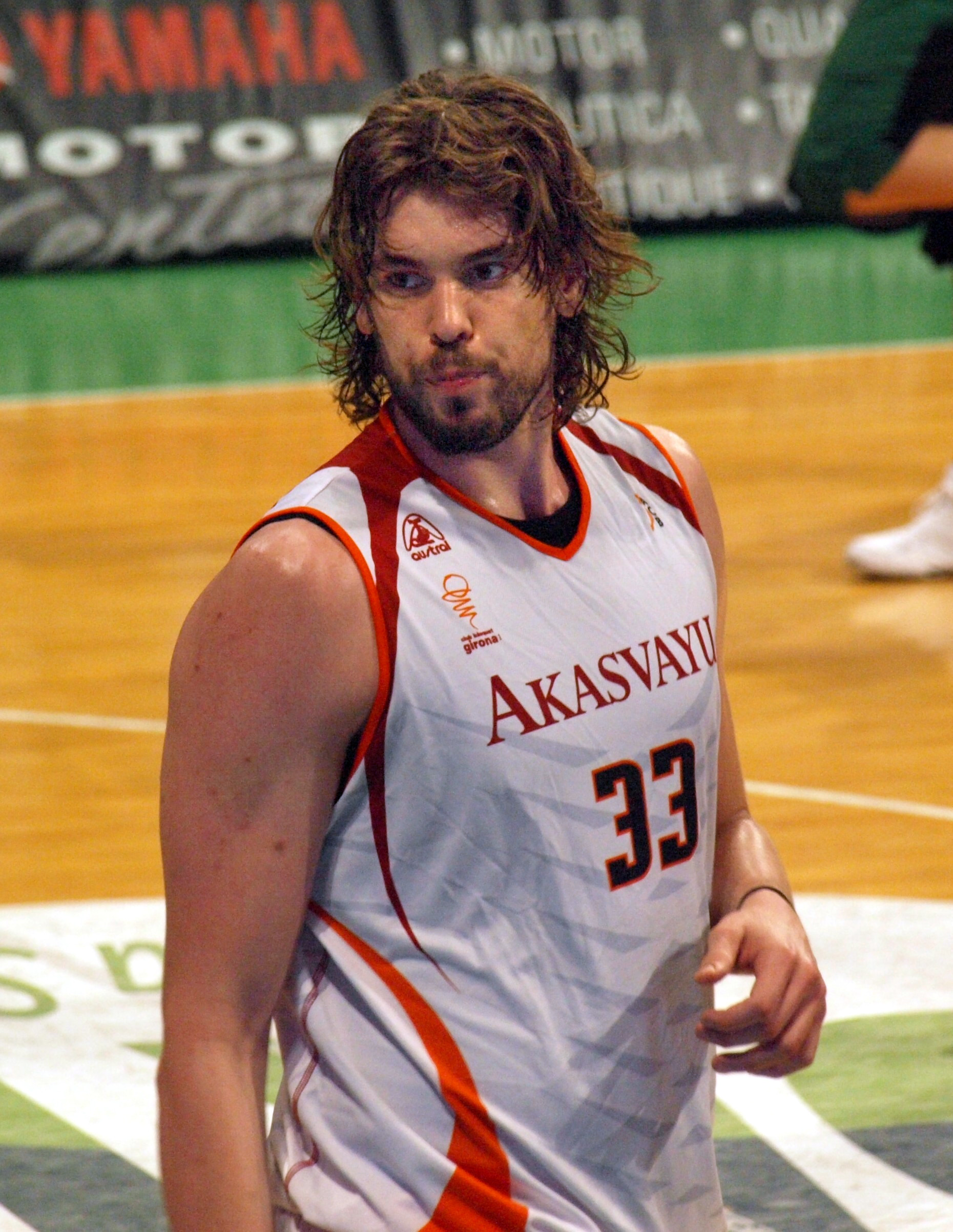
Marc Gasol, estrella de la NBA, militó en el club entre el 2006 y el 2008.

- Finalista Copa ULEB en final a 8. Derrotaron al UNICS Kazán, el Dinamo Moscú y perdieron la final contra el DKV Joventut, 2007-08.
- 3 participaciones en la Copa Korać (1989-90, 1999-00 y 2000-01). Llegó a jugar la semifinal de la temporada 1999-2000, siendo eliminado por el CSP Limoges francés, que se proclamó campeón.
- 5 participaciones en la fase final de la Copa del Rey de Baloncesto: 1989-90, 1991-92, 2005-06, 2006-07 y 2007-08.
- 2 Liga catalana de baloncesto: 1996, 2006.